# Willy Puchner

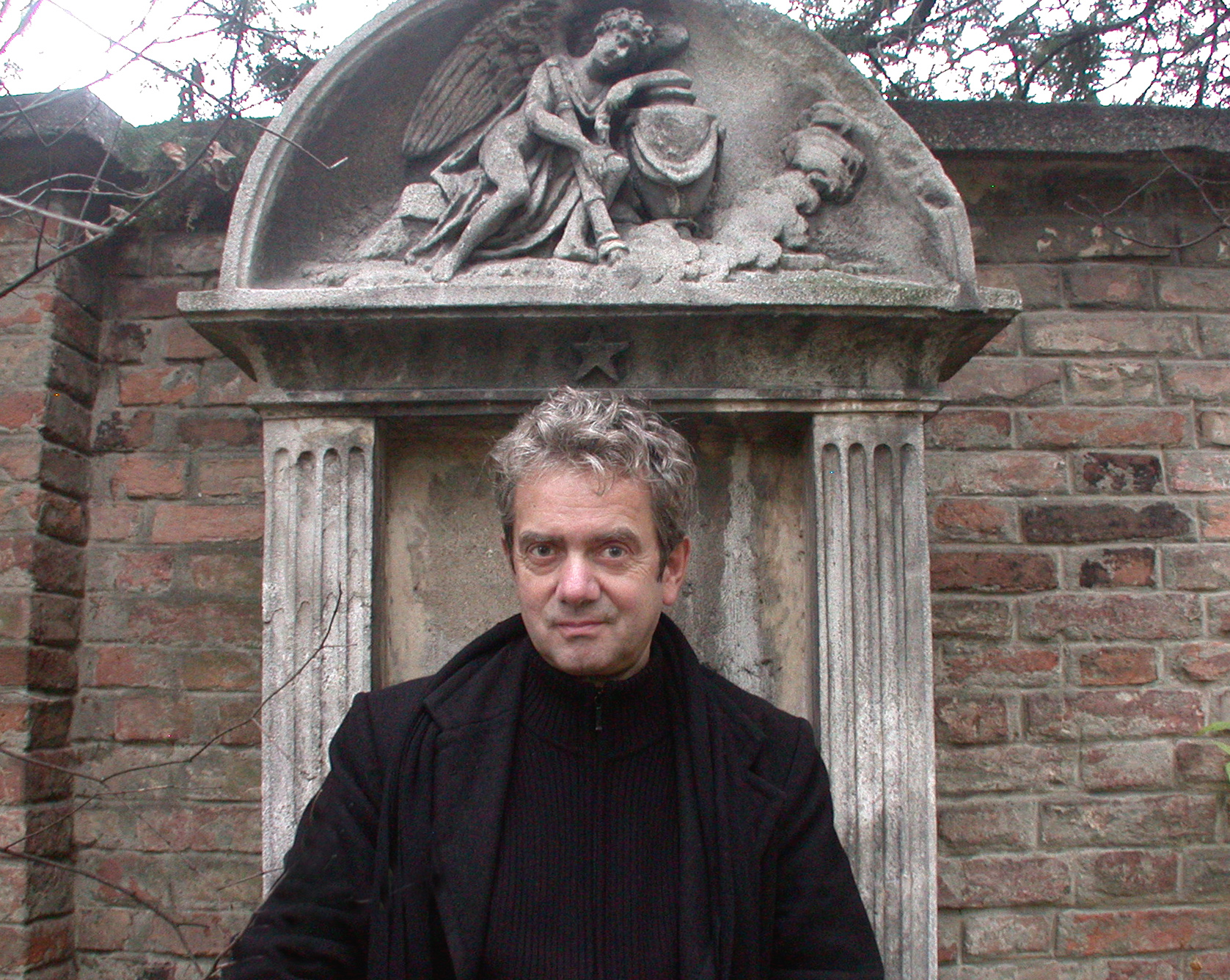

Willy Puchner, född 15 mars 1952, är en österrikisk fotograf, konstnär, illustratör och författare.

## Biografi
Puchner växte upp i staden Mistelbach vid floden Zaya i Niederösterreich.
Båda hans föräldrar var fotografer och drev en egen fotoatelje’.
Från 1967 till 1974 studerade han fotografi vid den Grafiska Högskolan i Wien, där han även efter avslutade studier undervisade i två års tid.
Sedan 1978  är han verksam som frilansfotograf, tecknare, konstnär och författare, med hemvist i Wien.
Mellan åren 1983 och 1988 ägnade han sig åt studier i filosofi, journalistik samt historia
och sociologi. Han avslutade sina studier med ett diplomarbete kallat ”Fotografering privat”.
Sedan 1989 är han dessutom regelbunden medarbetare vid Wiener Zeitung, den äldsta fortfarande utkommande dagstidningen i världen.
Berömd blev Willy Puchner med sitt fotoprojekt ”Pingvinernas längtan”.
Under fyra års tid reste han jorden runt med sina två konstgjorda pingviner Joe och Sally.
Han tog dem till alla sina (och våra) drömmars mål; till havet, ut i öknen, till New York, Sydney, Peking och Paris, till Venedig, Tokyo, Honolulu och Kairo,
för att på dessa avlägsna platser föreviga dem på bild.
Genom detta pingvin-perspektiv blir även det mest välbekanta, kanske redan tusentals gånger fotograferade nytt och spännande för oss.
Freddy Langer skrev i sin recension för Frankfurter Allgemeine Zeitung från 8 mars 2001 :
”Puchner låter sina pingviner posera inför världens mest berömda sevärdheter som vore de vanliga turister, med detta har han skapat århundradets troligtvis vackraste resefotoalbum: Pingvinernas längtan”.
Willy Puchner har också ägnat mycket av sitt arbete åt att skildra äldre människor.
Exempelvis projekten ”Samtal med åldern”, ”De 90-åriga”, ”Levnadshistoria och fotografi”,
”De 100-åriga” samt ”Kärlek på ålderns höst”.
Han har publicerat artiklar i Extrablatt, konkret, Stern, Geo, Life (USA), Corriere della Sera (Italien), Marco Polo (Japan), Universum, Falter, Wiener Zeitung (Österrike) med flera tidningar.

## Utställningar (i urval)
- Museum Moderner Kunst, Wien
- Künstlerhaus, N.Ö. Galerie, Wien
- Museum des 20. Jahrhundert, Wien
- Österreichisches Fotomuseum, Bad Ischl
- Steirischer Herbst, Graz
- Berlin, Braunschweig, Bremen, München
- Norfolk, Washington, (USA),
- Bombay (Indien), Beirut (Libanon)
- Tokyo, Osaka, Oita, Nagoya och Sapporo (Japan)